# Henry Mills Fuller
Henry Mills Fuller (ur. 3 stycznia 1820 w Bethany, zm. 26 grudnia 1860 w Filadelfii) – amerykański polityk.

## Biografia
Urodził się 3 stycznia 1820 w Bethany. W 1839 roku ukończył studia na Uniwersytecie Princeton, a następnie podjął studia prawnicze, został przyjęty do palestry i otworzył prywatną praktykę w Wilkes-Barre. W latach 1848–1850 był członkiem legislatury stanowej Pensylwanii. W 1850 roku wygrał wybory do Izby Reprezentantów, z ramienia Partii Wigów. Dwa lata później nie uzyskał reelekcji, jednakże w 1854 ponownie uzyskał mandat kongresmana, tym razem z ramienia Partii Amerykańskiej. Po upłynięciu kadencji, nie ubiegał się o powtórny wybór i powrócił do praktykowania prawa. Zmarł 26 grudnia 1860 roku w Filadelfii.